# Piknik

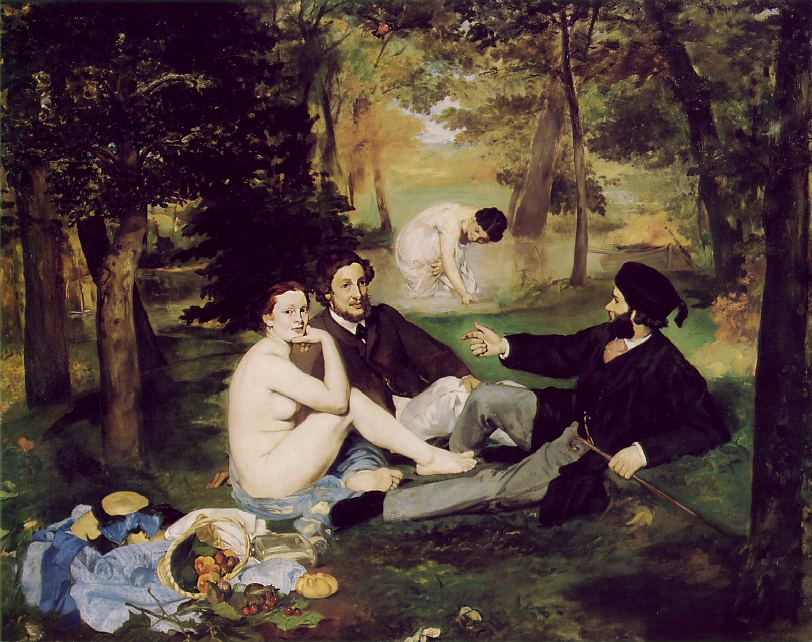
Snídaně v trávě (olejomalba francouzského malíře Édouarda Maneta)

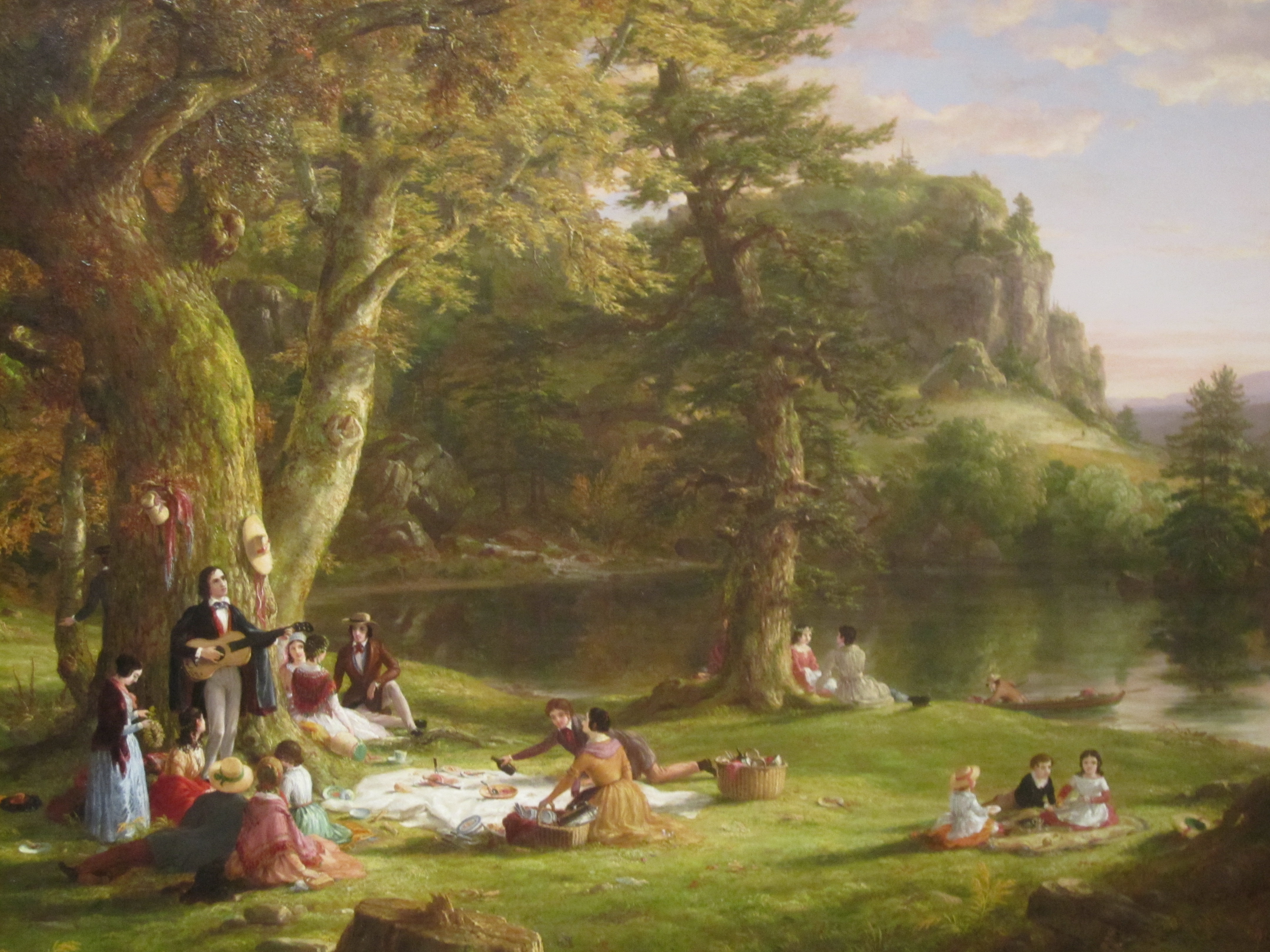
Piknik (olejomalba amerického malíře Thomase Colea)

Piknik je specifický druh stolování, při kterém se ono stravování pořádá venku. V ideálním případě se stravování uskutečňuje pod širým nebem někde na louce, v parku, v letním kině apod. za přítomnosti zvuků okolní přírody. Piknik je součástí rodinných výletů či akcí, různých sešlostí, firemních či církevních schůzek. K pikniku neodmyslitelně patří piknikový koš, ve kterém se veškeré jídlo donáší.